# Alessandro Ciranni
Alessandro Ciranni, né le 28 juin 1996 à Genk en Belgique, est un footballeur belge qui joue au poste de défenseur.

## Biographie

### En club

#### Jeunesse et formation
Alessandro Ciranni rejoint le centre de formation du KRC Genk en 2003, à l'âge de sept ans. Il traverse toutes les séries d'âge et est invité à préparer la saison 2015-2016 avec l'équipe première. En octobre 2015, l'entraîneur Peter Maes le sélectionne pour la première fois lors du match perdu à l'extérieur contre le KV Oostende, il ne quitte toutefois pas le banc. Lors de la pause hivernale, afin d'obtenir davantage de temps de jeu, Ciranni est prêté au MVV Maastricht, un club de deuxième division néerlandaise avec lequel Genk collabore régulièrement à l'époque afin d'y héberger temporairement de jeunes talents. Il fait ses débuts officiels avec le MVV le 15 janvier 2016 lorsque, à la mi-temps, il remplace son compatriote Jarne Vrijsen (nl) lors de la défaite à domicile contre Helmond Sport (1-4). De retour à Genk, Ciranni ne semble pas rentrer dans les plans et devoir compter sur beaucoup plus de temps de jeu, le MVV l'engage alors définitivement. Il devient un titulaire régulier au poste d'arrière droit dans le club néerlandais, tout en apportant sa contribution sur le plan offensif. Au cours de la saison 2016-2017, Ciranni inscrit cinq buts et délivre quatre passes décisives.

#### Fortuna Sittard
À l'été 2018, Alessandro Ciranni quitte le MVV et signe un contrat avec le Fortuna Sittard, club de première division néerlandaise. Il est immédiatement titularisé face à l'Excelsior Rotterdam lors de la première journée, le 11 août 2018. Au cours de cette saison, il peine à s'installer définitivement dans le noyau, oscillant régulièrement entre une place de titulaire et une place sur le banc des remplaçants. Il dispute au total dix-sept rencontres sur trente-quatre, dont treize comme titulaire, ainsi que sept matchs avec les espoirs.

#### Excel Mouscron
À l'été 2019, le Royal Excel Mouscron, club de première division belge, se montre intéressé par son acquisition. Le 9 juillet 2019, les deux clubs annoncent que le transfert est officiellement conclu, Ciranni signe un contrat jusqu'à l'été 2022,. Il joue son premier match sous ses nouvelles couleurs dès l'entame de la saison, le 27 juillet, lors du match à l'extérieur contre Saint-Trond, en remplaçant Joan Campins à la 77e minute. Au fil du temps, Ciranni réussit à s'assurer une place de titulaire au poste d'arrière droit. À partir de la saison 2020-2021, il se voit confier le brassard de capitaine par l'entraîneur Fernando Da Cruz mais il ne peut empêcher Mouscron d'être relégué cette saison-là.

#### Zulte Waregem
À l'été 2021, Ciranni rejoint Zulte Waregem où il signe un contrat de trois ans. Victime d'une rupture des ligaments de la cheville à l'entraînement, sa saison ne débute seulement que le 29 août face au KV Ostende. Après deux saisons avec le Essevee, il connaît une nouvelle fois les affres de la relégation et dispute la saison 2023-2024 en Challenger Pro League.

#### FC Buzău
Libre de tout contrat en fin de saison 2023-2024, il rejoint la Roumanie en fin de mercato estival  et signe au FC Buzău.

## Statistiques

### En club
| Saison                | Club                  | Championnat           | Championnat | Championnat | Championnat | Coupe(s) nationale(s) | Coupe(s) nationale(s) | Coupe(s) nationale(s) | Autres compétitions | Autres compétitions | Autres compétitions | Autres compétitions | Total | Total | Total |
| Saison                | Club                  | Division              | M.          | B.          | P.d.        | M.                    | B.                    | P.d.                  | Comp.               | M.                  | B.                  | P.d.                | M.    | B.    | P.d.  |
| 2015-2016             | MVV Maastricht (prêt) | Eerste Divisie        | 10          | 0           | 1           | -                     | -                     | -                     | PO                  | 2                   | 0                   | 0                   | 12    | 0     | 1     |
| 2016-2017             | MVV Maastricht        | Eerste Divisie        | 38          | 5           | 4           | 1                     | 0                     | 0                     | PO                  | 4                   | 0                   | 0                   | 43    | 5     | 4     |
| 2017-2018             | MVV Maastricht        | Eerste Divisie        | 38          | 3           | 7           | 1                     | 0                     | 1                     | PO                  | 2                   | 1                   | 1                   | 41    | 4     | 9     |
| Sous-total            | Sous-total            | Sous-total            | 86          | 8           | 12          | 2                     | 0                     | 1                     | -                   | 8                   | 1                   | 1                   | 96    | 9     | 14    |
| 2018-2019             | Fortuna Sittard       | Eredivisie            | 17          | 0           | 1           | 1                     | 0                     | 0                     | -                   | -                   | -                   | -                   | 18    | 0     | 1     |
| 2019-2020             | RE Mouscron           | Division 1A           | 18          | 2           | 5           | 2                     | 0                     | 0                     | -                   | -                   | -                   | -                   | 20    | 2     | 5     |
| 2020-2021             | RE Mouscron           | Division 1A           | 31          | 1           | 2           | 1                     | 0                     | 0                     | -                   | -                   | -                   | -                   | 32    | 1     | 2     |
| Sous-total            | Sous-total            | Sous-total            | 49          | 3           | 7           | 3                     | 0                     | 0                     | -                   | -                   | -                   | -                   | 52    | 3     | 7     |
| 2021-2022             | SV Zulte Waregem      | Division 1A           | 24          | 1           | 2           | 2                     | 0                     | 0                     | -                   | -                   | -                   | -                   | 26    | 1     | 2     |
| 2022-2023             | SV Zulte Waregem      | Division 1A           | 27          | 1           | 3           | 5                     | 0                     | 0                     | -                   | -                   | -                   | -                   | 32    | 1     | 3     |
| 2023-2024             | SV Zulte Waregem      | Division 1B           | 24          | 1           | 4           | 2                     | 0                     | 0                     | PO                  | 2                   | 0                   | 0                   | 28    | 1     | 4     |
| Sous-total            | Sous-total            | Sous-total            | 75          | 3           | 9           | 9                     | 0                     | 0                     | -                   | 2                   | 0                   | 0                   | 86    | 3     | 9     |
| 2024-2025             | FC Buzău              | SuperLiga             | 20          | 0           | 2           | -                     | -                     | -                     | PO                  | 7                   | 0                   | 0                   | 27    | 0     | 2     |
| Total sur la carrière | Total sur la carrière | Total sur la carrière | 247         | 14          | 31          | 15                    | 0                     | 1                     | -                   | 17                  | 1                   | 1                   | 279   | 15    | 33    |